# Drosophila hoozani
Drosophila hoozani är en tvåvingeart som beskrevs av Oswald Duda 1923. Drosophila hoozani ingår i släktet Drosophila och familjen daggflugor.
Artens utbredningsområde är Taiwan.